# Asesinato de Ismail Haniya
El asesinato de Ismail Haniya ocurrió el 31 de julio de 2024, cuando el líder político de Hamás fue asesinado en la residencia en la que se alojaba, en el complejo Neshat, en un barrio del norte de Teherán, después de asistir a la ceremonia de investidura del presidente iraní Masoud Pezeshkian, en un ataque de Israel. En el ataque también murió su guardaespaldas gazatí.
Surgieron diferentes informes sobre cómo fue asesinado Haniya, que van desde un ataque con misiles hasta un dispositivo explosivo detonado a distancia previamente escondido en su habitación. Los Cuerpos de la Guardia Revolucionaria Islámica asumió la investigación sobre las circunstancias de su muerte, que condujo al arresto de más de dos docenas de personas, incluidos altos funcionarios de inteligencia y militares, así como personal de la casa de huéspedes, donde se alojaba. Posteriormente emitieron un comunicado sobre los resultaron de su investigación en la que afirmaban que Haniya fue asesinado con un proyectil de corto alcance, con una ojiva de aproximadamente siete kilogramos.
Haniya fue una figura destacada dentro de Hamás desde la fundación de la organización en 1987. Anteriormente se desempeñó como primer ministro de la Autoridad Nacional Palestina y como jefe de Hamás en la Franja de Gaza. En 2017 fue elegido jefe del Buró Político de Hamás. En el momento de su muerte era el líder político de Hamás de más alto rango asesinado desde el inicio de la guerra de Gaza.
El 1 de octubre de 2024, Irán lanzó 200 cohetes y misiles contra diversos objetivos militares en Israel en represalia por la muerte de Haniya, así como el del líder de Hezbolá, Hasán Nasralá y por la muerte de libaneses y palestinos.

## Antecedentes

### Ismail Haniya

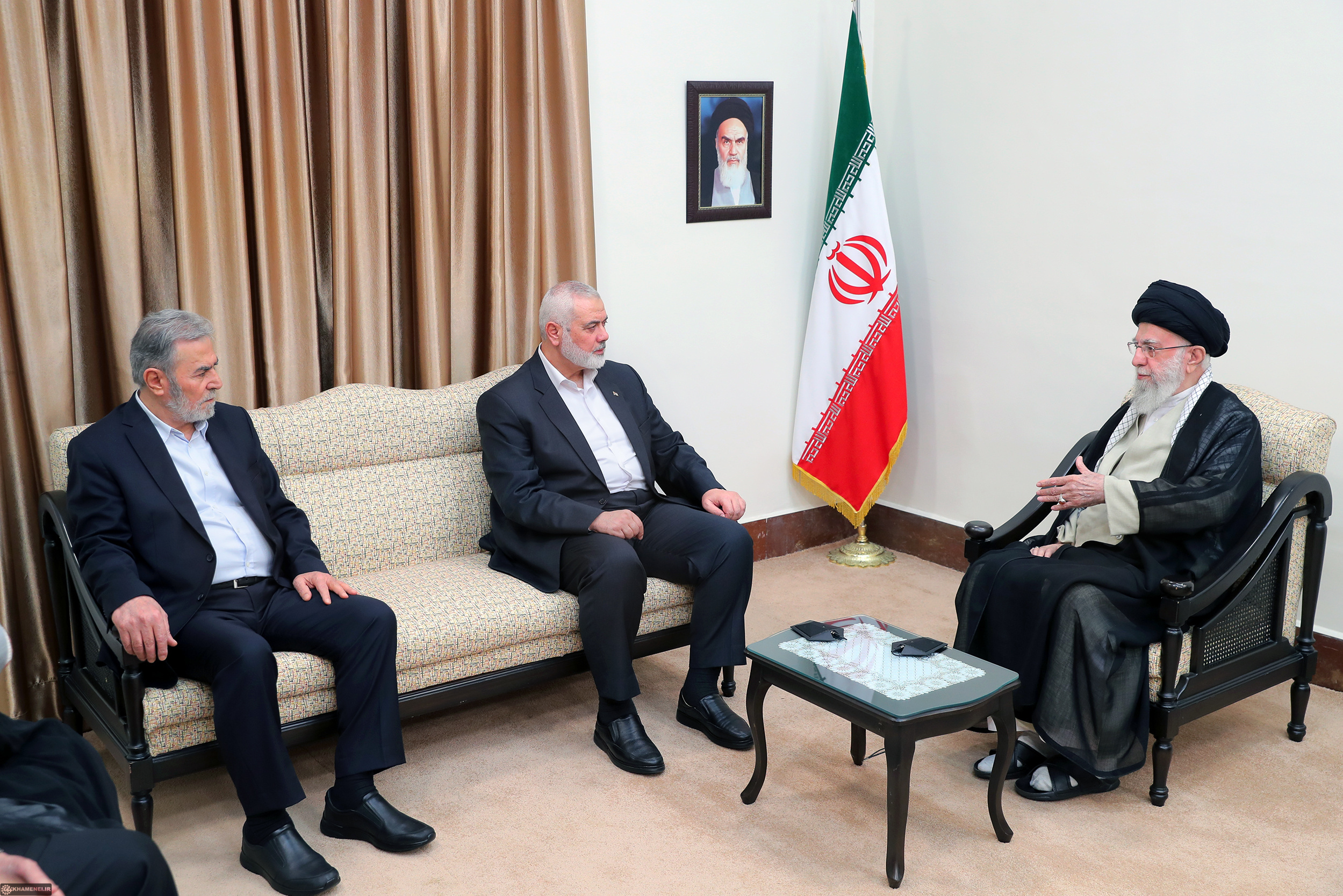
Ismail Haniya (centro) en una reunión con el líder supremo de Irán, Alí Jamenei (derecha) el 30 de julio de 2024

Haniya era el líder político de Hamás, del que había sido un miembro destacado desde su creación a raíz de la Primera Intifada contra la ocupación israelí en 1987, y fue elegido jefe de la oficina política de Hamás en 2017. Había estado viviendo en el extranjero en Catar desde que abandonó la Franja de Gaza en 2019. El Departamento de Estado de los Estados Unidos lo designó Terrorista Global Especialmente Designado en 2018.
Las imágenes de su oficina en Doha, la capital de Catar, muestran a Haniya celebrando los ataques del 7 de octubre contra Israel liderados por Hamás junto con otros funcionarios de dicha organización, antes de orar y alabar a Dios. Según The Daily Telegraph, Haniya se convirtió en el «rostro público» del ataque, describiéndolo públicamente como el comienzo de una nueva era en el conflicto entre israelíes y palestinos. Posteriormente pronunció un discurso televisado en el que citó amenazas a la Mezquita de Al-Aqsa en Jerusalén, el bloqueo israelí de la Franja de Gaza y la difícil situación de los refugiados palestinos, como las principales causas del ataque: «¿Cuántas veces os hemos advertido que el pueblo palestino lleva 75 años viviendo en campos de refugiados y vosotros os negáis a reconocer los derechos de nuestro pueblo?» Continuó diciendo que Israel, «no puede protegerse frente a las resistencias», no podría proporcionar protección a otros países árabes, y que «todos los acuerdos de normalización que firmó con esa entidad no pueden resolver este conflicto [palestino]». En abril de 2024, tres de sus hijos y cuatro de sus nietos murieron en un ataque aéreo en la Franja de Gaza.
La última imagen conocida de Haniya, de la que han informado los medios iraníes, fue tomada el 30 de julio, un día antes de su muerte, en una exposición en un parque temático de Teherán en la que se mostraban los monumentos del «Eje de la Resistencia». En la fotografía aparece acompañado por Ziyad al-Nakhalah, líder de la Yihad Islámica Palestina, y un grupo de hombres que posan con una maqueta de la mezquita de Al-Aqsa.

### Asesinatos de oficiales de Hamás
En respuesta al ataque liderado por Hamás contra Israel el 7 de octubre de 2023, Israel declaró que atacaría a los líderes de Hamás. El 2 de enero de 2024, el diputado de Hamás, Saleh al-Arouri, fue asesinado en un ataque aéreo en Beirut. El 13 de julio de 2024, Israel intentó asesinar al jefe militar de Hamás, Mohamed Deif, en un ataque en la zona humanitaria de Mawasi, en el sur de la Franja de Gaza, en el que también murieron 90 palestinos y otros 300 resultaron heridos. Aunque no está claro si murió en el ataque. Horas antes de la muerte de Haniya, Israel anunció el asesinato de Fuad Shukr, un alto dirigente de Hezbolá en Beirut.

## Asesinato
El informe inicial sobre el asesinato de Ismail Haniya surgió de los Cuerpos de la Guardia Revolucionaria Islámica de Irán (CGRI), que proporcionó detalles limitados sobre las circunstancias de su muerte, que según dijeron ocurrió a primera hora del 31 de julio e indicó que el incidente estaba siendo investigado. Haniya se encontraba en Irán para asistir a la toma de posesión del presidente Masoud Pezeshkian que había tenido lugar el día anterior. El ayudante y guardaespaldas de Haniya, Wassim Abu Shaaban, también murió en el ataque. Según Hamás, fueron asesinados durante un «ataque sionista» a su residencia. Israel se negó a hacer comentarios de inmediato. Según The Washington Post, las autoridades israelíes confirmaron a las estadounidenses la autoría del asesinato. Varios medios de comunicación turcos informaron que el asesino era un agente del Mosad llamado «Amit Nakesh».
Tras la muerte de Haniya, agentes de seguridad iraníes allanaron la casa de huéspedes gestionada por el CGRI, pusieron a todo el personal en cuarentena y confiscaron dispositivos electrónicos. Más de dos docenas de personas, incluidos altos funcionarios de inteligencia y militares, así como miembros del personal, fueron detenidos. Un equipo independiente interrogó a altos funcionarios militares y de inteligencia responsables de la protección de la capital, y arrestó a varios de ellos hasta que se completaran las investigaciones. Los agentes también revisaron las grabaciones de vigilancia y las listas de huéspedes de la casa de huéspedes y monitorearon las actividades en los aeropuertos de Teherán.
El 23 de diciembre de 2024, el ministro de Defensa de Israel, Israel Katz, reconoció explícitamente la autoría de Israel en el atentado que mató al líder de Hamás, Ismail Haniya, en Teherán. En una amenaza a los líderes hutíes dijo que «Paralizaremos gravemente a los hutíes, dañaremos su infraestructura estratégica y mataremos a sus líderes, tal como hicimos con Haniya, (Yahya) Sinwar y (Hasán) Nasralá, en Teherán, Gaza y el Líbano, lo haremos en Hodeidah y Saná (Yemen)».

### Localización
Fars News dijo que el ataque tuvo como objetivo «las residencias especiales para veteranos de guerra en el norte de Teherán», aunque esto fue disputado por Tasnim News. En una conferencia de prensa el 31 de julio, el funcionario de Hamás, Khalil al-Hayya, dijo: «Haniya era visible en público, por lo que su asesinato no es un logro de inteligencia... estamos esperando una investigación completa por parte de las autoridades iraníes».
Según Amwaj.media, Haniya fue asesinado en el complejo de Sa'dabad, donde inesperadamente había decidido pasar la noche. Un miembro del Consejo Supremo de Seguridad Nacional de Irán dijo a Amwaj.media que se utilizó un cuadricóptero para atacar a Haniya después de que sus guardaespaldas revelaran su ubicación. Un funcionario de Hamás dijo a la BBC que Haniya estaba acompañado por tres líderes del grupo en el edificio. Ziyad al-Nakhalah se alojaba en la habitación de al lado, pero su habitación no sufrió daños graves. El personal médico que se encontraba en el complejo acudió de inmediato al lugar, pero encontró a Haniya y Abu Shaaban ya muertos.

### Wasim Abu Shaaban
Wasim Abu Shaaban (alias Abu Abas), guardaespaldas personal de Haniya durante cinco años, también murió en el ataque. Había nacido en la ciudad de Gaza en 1988 y se había graduado en la Universidad Islámica de Gaza. Al principio de su carrera, fue guardaespaldas de Said Seyam, ministro del Interior en el Primer Gobierno de Haniya. Miembro de la fuerza Nukhba en las Brigadas de Ezzeldin Al-Qassam, participó en el ataque de Nahal Oz de 2014, en el que murieron diez soldados israelíes. Fue nombrado guardaespaldas de Haniya en 2019 y lo acompañó en numerosos viajes fuera de la Franja de Gaza.

### Método
Al Mayadeen, un medio de comunicación libanés con estrechos vínculos con Hezbolá informó que Haniya fue alcanzado por un misil disparado desde fuera de Irán. El Canal 12 de Israel y Sky News Arabia informaron que el ataque se realizó con misiles, pero que fue lanzado desde dentro de Irán.
El New York Times, basándose en información proporcionada por varios funcionarios de Oriente Medio, entre ellos dos iraníes y un funcionario estadounidense, informó que Haniya fue asesinado con un dispositivo explosivo detonado a distancia que estaba escondido en su habitación. Axios informó que la bomba fue detonada por agentes del Mossad en suelo iraní. El dispositivo había sido introducido de contrabando en el complejo fuertemente vigilado aproximadamente dos meses antes y fue detonado una vez que se confirmó que Haniya estaba en su habitación. Este informe fue confirmado independientemente por The Jerusalem Post. Según The Telegraph, el CGRI cree que tres explosivos fueron colocados en tres habitaciones separadas de la casa de huéspedes por agentes de la propia unidad de protección iraní Ansar al-Mahdi, que fueron reclutados por el Mossad.
Tres funcionarios iraníes describieron la violación de la seguridad como un devastador fracaso de inteligencia y seguridad para Irán y una inmensa vergüenza para el Cuerpo de la Guardia Revolucionaria Islámica de Irán (CGRI), que utiliza el recinto adyacente al Complejo de Sa'dabad para retiros, reuniones secretas y para alojar a invitados prominentes, como era el caso de Haniya.
El 3 de agosto, el CGRI afirmó que Haniya fue asesinado con «un proyectil de corto alcance, con una ojiva de aproximadamente siete kilogramos, seguida por una fuerte explosión» que fue lanzado desde fuera del edificio en el que se alojaba. y acusó a Israel de ser responsable del asesinato y a Estados Unidos de brindar apoyo «El asesinato de Ismail Haniyeh fue diseñado y ejecutado por el régimen sionista con el apoyo del gobierno criminal de Estados Unidos». Calificó la historia del New York Times como un «tributo a Goebbels» completamente inventado. También aseguró que la venganza contra Israel «es inevitable»: «El régimen terrorista sionista recibirá una dura respuesta por este crimen en el momento, lugar y forma apropiados».

## Funeral

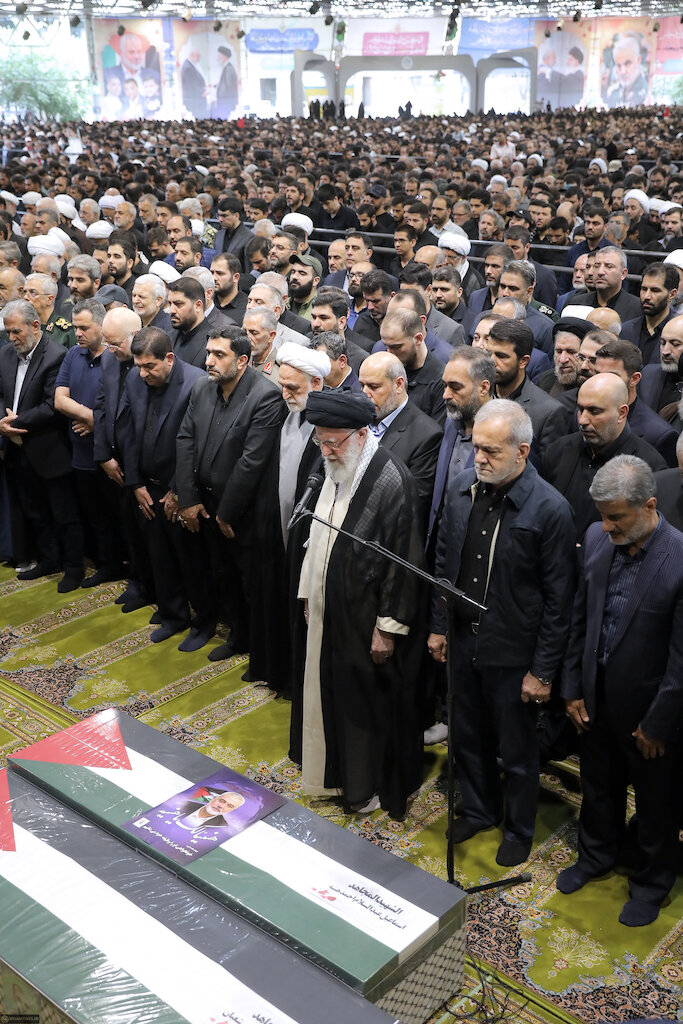
El funeral de Haniya en la Universidad de Teherán con Alí Jamenei dirigiendo la oración.

El 1 de agosto se celebró un funeral por Haniyeh en la Universidad de Teherán, con el líder supremo de Irán, Alí Jamenei, dirigiendo las oraciones. Después de realizar la oración fúnebre, el líder supremo de Irán, quien juró vengar su muerte, se despidió de él y se solidarizó con sus hijos presentes en la ceremonia. A la ceremonia también asistieron diversas autoridades estatales y militares iraníes, como el presidente Masoud Pezeshkian, así como autoridades del llamado «Eje de la Resistencia». Desde allí, los cuerpos de Haniyeh y su guardaespaldas fueron llevados en una procesión de cinco kilómetros hasta la plaza Azadi (libertad). Los participantes que portaban las banderas de Irán, Palestina y de Hizbulá, marcharon con gritos de «muerte a Israel» y «muerte a Estados Unidos», al que acusaron de ser cómplice de los «crímenes israelíes». Posteriormente sus restos mortales fueron trasladados a Catar para una ceremonia en la mezquita Imam Muhammad ibn Abd al-Wahhab, seguida de su entierro en Lusail el 2 de agosto.
Entre los asistentes a la ceremonia en Catar se encontraban el emir catarí, el jeque Tamim bin Hamad Al Thani, el vicepresidente turco Cevdet Yilmaz y el ministro de Asuntos Exteriores Hakan Fidan, así como el miembro del buró político de Hamás Khalil al-Hayya. También estuvieron presentes delegaciones diplomáticas de Pakistán y Malasia, así como representantes de Fatah y de la Yihad Islámica Palestina.

## Consecuencias
El líder supremo de Irán, Ali Jamenei, ordenó un ataque directo contra Israel en respuesta al asesinato y Masud Pezeshkian, presidente de Irán anunció que la «República Islámica de Irán defenderá su integridad territorial, su dignidad y honor, y hará que los terroristas invasores (Israel) se arrepientan de su cobarde acción». Por su parte el primer ministro israelí, Benjamin Netanyahu, amenazó con que se cobrarán un alto precio por cualquier agresión. El editor del periódico Kayhan, Hossein Shariatmadari, argumentó que la represalia también debería incluir los intereses estadounidenses en la región. El jeque Nasrullah de Hezbolá prometió represalias sin importar las consecuencias.
Unas horas después de que se anunciara la muerte de Haniya, las Brigadas al-Qassam se atribuyeron la responsabilidad de un ataque con disparos y apuñalamientos cerca de Beit Einun, al norte de Hebrón en la Cisjordania ocupada por Israel, que hirió gravemente a un hombre israelí. Dijeron que el ataque fue en represalia por el asesinato de Haniya e indicaron que ocurrirían más ataques en el mismo área. El 4 de agosto, dos ancianos israelíes murieron en un ataque con arma blanca en Jolón por un palestino de Salfit. Hamás describió el ataque como una «respuesta natural» al «asesinato del líder del movimiento Ismail Haniya», entre otras razones.
El secretario del Consejo de Seguridad de Rusia, Serguéi Shoigú y el ministro de Asuntos Exteriores jordano, Ayman Safadi, viajaron a Irán para mostrar su apoyo al país persa y para negociar la situación de la región tras el atentado. El 5 de agosto, el jefe del Mando Central de las Fuerzas Armadas de Estados Unidos (CENTCOM), Michael Korilla, se reunió con el jefe de las FDI para prepararse para realizar una «una evaluación conjunta de la situación en cuestiones estratégicas de seguridad y evaluaciones conjuntas en la región como parte de la respuesta a las amenazas en Oriente Próximo». Rápidamente el ejército de los Estados Unidos anunció el despliegue de un escuadrón adicional de F-22 Raptors del 1.er Grupo de Operaciones del 1.er Ala de Cazas; además 4000 marines y doce buques fueron desplegados en la región como parte del Grupo de Ataque de Portaaviones n.º 9 en el Golfo Pérsico y tres buques de asalto anfibio de clase Wasp, dos destructores y la 26.ª Unidad Expedicionaria de Infantería de Marina como parte del grupo anfibio del portaaviones USS Wasp en el mar Mediterráneo oriental. También se desplegó el Carrier Strike Group 3, que incluía al USS Abraham Lincoln (CVN-72) y un número no especificado de cruceros y destructores junto con el Carrier Air Wing 9, enviado desde el Océano Pacífico.
Israel aumentó las medidas de seguridad en sus misiones diplomáticas y lugares judíos en todo el mundo. La seguridad de la delegación de Israel en los Juegos Olímpicos de París 2024 se incrementó debido a los temores de posibles ataques.
Aerolíneas como Flydubai, Delta, Air India, AirBaltic, Lufthansa (incluida su marca Austrian Airlines), ITA Airways y United Airlines suspendieron todos sus vuelos a o desde Israel. Se ordenó a los ciudadanos franceses que abandonaran Irán y evitaran viajar allí. Japón, Nueva Zelanda, Australia, Estados Unidos y el Reino Unido comenzaron a evacuar a sus ciudadanos del Líbano.
Irán comenzó a bloquear las señales GPS en su espacio aéreo. Mientras que las FDI comenzaron a hacer lo mismo en Tel Aviv. El Shin Bet preparó un búnker para el primer ministro Benjamin Netanyahu, y se ordenó a las FDI que estuvieran listas para contraatacar en caso de un ataque iraní. El 4 de agosto el secretario de Estado de los Estados Unidos, Antony Blinken, habló con los ministros de Asuntos Exteriores del G7 para advertirles de que se podría producir un ataque de Irán y de Hizbulá en un plazo de 24 horas. Blinken habló con los principales aliados de Estados Unidos para tratar de generar una presión diplomática sobre Irán y Hizbulá y así tratar de minimizar al máximo sus ataques de represalias.
El 6 de agosto, Yahya Sinwar sustituyó al difunto Haniya como líder de Hamás. Al día siguiente un ataque contra la base aérea estadounidense de Al Asad en Irak hirió al menos a cinco militares estadounidenses y a otros dos contratistas. Aunque no está claro que grupo fue el responsable del ataque y si fue una represalia por el asesinato de Haniya. Se trata del primer ataque contra una base estadounidense en Oriente Medio desde los ataques de represalia de Estados Unidos de febrero de 2024.

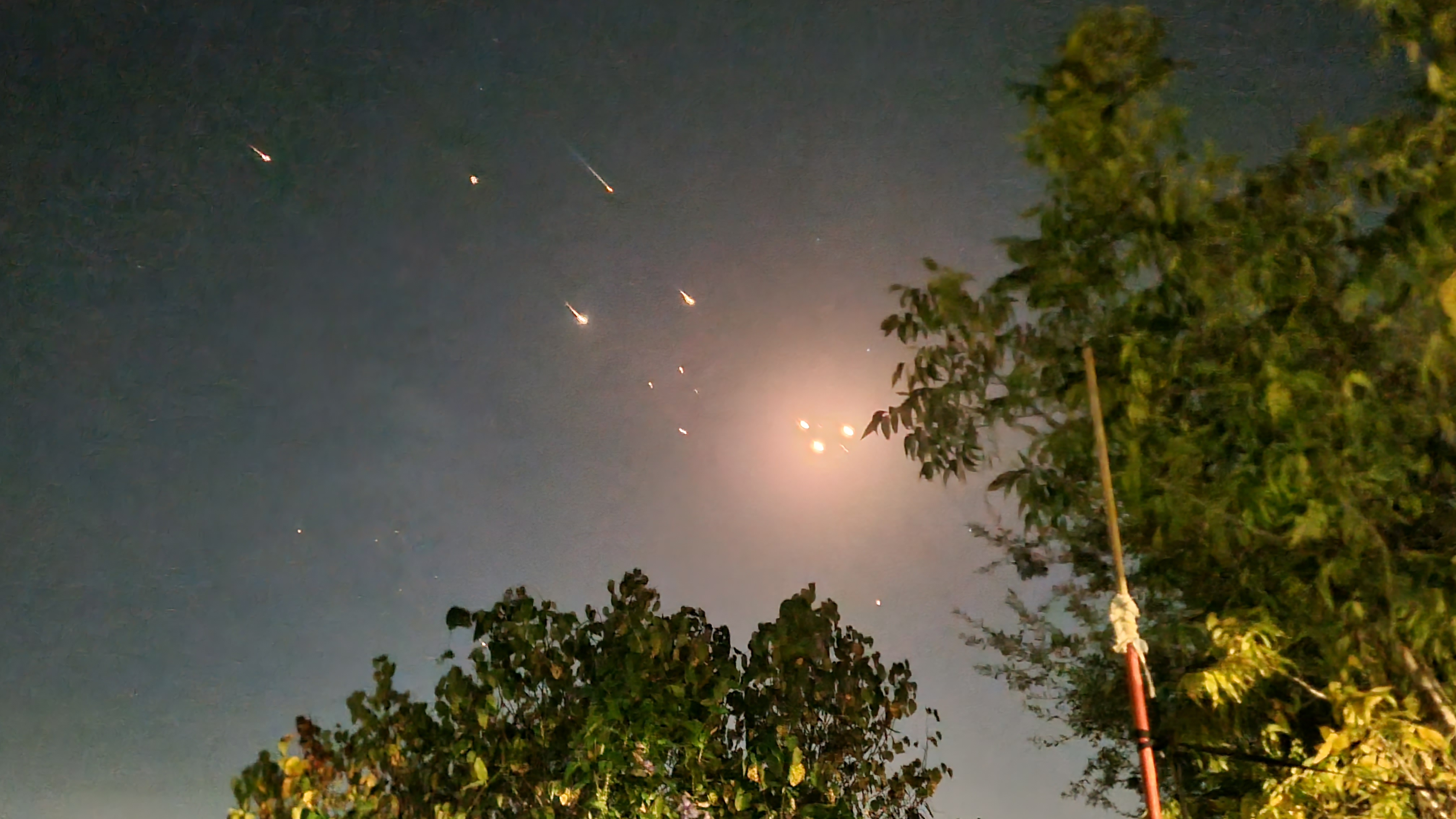
Fotografía de los misiles lanzados por Irán tomada en la Alta Galilea

El 8 de agosto se transmitieron NOTAM en los espacios aéreos iraníes y libaneses. El 1 de octubre de 2024, Irán llevó a cabo un ataque masivo con cohete en represalia por el asesinato en julio del líder de Hamás, Ismail Haniya, así como el del líder de Hezbolá, Hasán Nasralá, y por la muerte de libaneses y palestinos.

## Reacciones

### Palestina
El presidente Mahmud Abás condenó el asesinato, calificándolo de «acto cobarde y grave escalada», y pidió la unidad del pueblo palestino. El observador permanente adjunto de Palestina ante las Naciones Unidas, Feda Abdelhady Nasser, pidió a la comunidad internacional que impida que Israel arrastre a Oriente Medio al «abismo». La diputada, activista y profesora palestina Hanan Ashrawi dijo que el asesinato «al estilo gansteril» de Haniya por parte de Israel fue realizado para «inflamar a toda la región».
Hamás dijo que lamentaba la muerte de Haniya, quien dijo fue asesinado en «una traicionera incursión sionista en su residencia». El alto funcionario de Hamás, Mousa Abu Marzook, dijo que el asesinato de Haniya fue «un acto cobarde que no pasará en vano». Otro alto funcionario, Sami Abu Zuhri, acusó a Israel de matar a Haniya, afirmando que su objetivo es quebrar la voluntad de Hamás y de los palestinos. El ala militar de Hamás, las Brigadas Al-Qassam, calificó el asesinato como un «acontecimiento peligroso» que tendrá «importantes repercusiones en toda la región». El jefe adjunto de Hamás en la Franja de Gaza, Khalil al-Hayya, dijo que Haniya y su guardia murieron por un ataque con cohetes israelíes que impactaron «directamente» el piso del edificio donde se alojaba.
La Yihad Islámica Palestina emitió un comunicado en el que dijo que «está de luto con el pueblo palestino y la nación árabe e islámica» por la muerte de Haniya.
El 2 de agosto, el Gran muftí de Jerusalén, el jeque Ekrima Sa'id Sabri, fue arrestado por la policía israelí bajo sospecha de incitar al «terrorismo» después de llamar a Haniyeh «mártir» durante un sermón en Jerusalén Este.

### Irán
El líder supremo, Alí Jamenei, celebró una reunión de emergencia del Consejo Superior de Seguridad Nacional con altos funcionarios iraníes tras el asesinato. Jamenei declaró más tarde que «con esta acción, el régimen sionista criminal y terrorista preparó el terreno para un duro castigo para sí mismo, y consideramos que es nuestro deber buscar venganza por su sangre, ya que fue martirizado en el territorio de la República Islámica de Irán». The New York Times, citando a funcionarios iraníes, informó que ordenó ataques directos contra Israel en represalia por el asesinato. El portavoz del Ministerio de Asuntos Exteriores, Nasser Kanaani, condenó el asesinato y afirmó que la sangre de Haniya «nunca será desperdiciada». El presidente, Masoud Pezeshkian, condenó el asesinato y dijo que Irán defenderá su integridad territorial y hará que los responsables se arrepientan de sus acciones. El gobierno anunció tres días de luto nacional por la muerte de Haniya.
En las Naciones Unidas, el embajador de Irán, Amir Saeid Iravani, pidió al Consejo de Seguridad de las naciones Unidas que condenara a Israel y dijo que Irán tenía derecho a responder en defensa propia al asesinato, que describió como parte de «un patrón de décadas de terrorismo y sabotaje por parte de Israel contra palestinos y otros partidarios de la causa palestina en toda la región y más allá». También acusó a Estados Unidos de responsabilidad en el atentado. El jefe de Estado Mayor de las Fuerzas Armadas iraníes, Mohammad Bagheri, sugirió que la respuesta podría venir como parte de un esfuerzo coordinado con el Eje de la Resistencia.
Una bandera roja fue izada sobre la mezquita Jamkaran en Qom y la Torre Milad en Teherán fue iluminada de rojo durante la noche. En la Plaza Palestina de Teherán se colocó una gran pancarta con un retrato de Haniya junto a la Cúpula de la Roca y un mensaje en farsi y hebreo que decía: «Esperen un castigo severo».

### Israel
Las Fuerzas de Defensa de Israel dijeron a CNN que «no responden a informes de medios extranjeros». Las FDI no publicaron nuevas directrices de seguridad para los civiles. El ministro de Patrimonio, el ultraderechista Amihai Eliyahu, elogió el asesinato y dijo que «hace que el mundo sea un poco mejor», y que matarlo era «la manera correcta de limpiar el mundo de esta inmundicia». El ministro de Defensa, Yoav Galant, se dirigió a las tropas en una batería de defensa aérea de misiles Arrow y declaró: «No queremos la guerra, pero nos estamos preparando para todas las posibilidades».

### Organizaciones internacionales
El 31 de julio, el Consejo de Seguridad de las Naciones Unidas celebró una sesión de emergencia, durante la cual China, Rusia y Argelia condenaron el asesinato. Estados Unidos, el Reino Unido y Francia analizaron el apoyo iraní a actores «desestabilizadores» en Oriente Medio, mientras que Japón expresó su preocupación por una guerra total en la región. El secretario general de la ONU, António Guterres, calificó los ataques israelíes en Teherán y en Beirut contra Fuad Shukr como una «escalada peligrosa».
Un portavoz del alto responsable de política exterior de la Unión Europea, Josep Borrell, dijo que el bloque rechazaba las «ejecuciones extrajudiciales» y añadió que «ningún país ni ninguna nación se beneficiaría de una mayor escalada en Oriente Medio».
Tras una reunión extraordinaria en Yeda (Arabia Saudita), el 7 de agosto, la Organización para la Cooperación Islámica emitió una declaración atribuyendo «plena responsabilidad» por el asesinato a Israel y añadiendo que se trataba de una «grave violación» de la soberanía iraní.

### Otros países
- China: el portavoz del Ministerio de Asuntos Exteriores de China, Lin Jian, condenó el asesinato y dijo que el gobierno estaba «profundamente preocupado de que este incidente pueda conducir a una mayor inestabilidad en la situación regional».[112] El ministro de Asuntos Exteriores de China, Wang Yi, abordó las implicaciones del asesinato ocurrido en suelo iraní y afirmó: «China apoya a Irán en la defensa de su soberanía, seguridad y dignidad nacional de conformidad con la ley».[113]

- Egipto: el Ministerio de Asuntos Exteriores dijo que el asesinato de Haniya indica que Israel no tiene voluntad política para un alto el fuego.[114]

- Emiratos Árabes Unidos. expresaron su «profunda preocupación por la continua escalada» y dijeron que estaban «siguiendo de cerca los rápidos acontecimientos regionales».[115]

- Jordania: el Ministerio de Asuntos Exteriores condenó el asesinato y expresó sus condolencias a la nación palestina y a los familiares de los muertos en el ataque.[116]

- Mauritania: Se llevaron a cabo dos protestas masivas frente a la embajada de Estados Unidos y la Gran Mezquita en Nuakchot, con manifestantes condenando el ataque y exigiendo la expulsión del embajador de Estados Unidos en respuesta al continuo apoyo de Estados Unidos a Israel en la guerra entre Israel y Gaza.[117]

- Rusia: El viceministro de Asuntos Exteriores, Mijaíl Bogdanov, condenó el asesinato y lo calificó de «asesinato político inaceptable».[90] El portavoz presidencial, Dmitri Peskov, dijo que el Kremlin «condenó enérgicamente» el asesinato que obstaculizaría la paz en toda la región.[118]

- Turquía: el presidente, Recep Tayyip Erdoğan, condenó el asesinato de su aliado y «hermano» y afirmó que el ataque tenía como objetivo perturbar la causa palestina y que «la barbarie sionista no alcanzará sus objetivos».[119] El Ministerio de Asuntos Exteriores condenó el «atroz» asesinato y afirmó que el gobierno del primer ministro Benjamín Netanyahu «no tiene intención de lograr la paz».[120] El gobierno declaró un día de luto nacional por la muerte de Haniya el 2 de agosto.[121] El embajador adjunto de Turquía en Israel fue convocado por el Ministerio de Asuntos Exteriores israelí después de que la bandera turca en su embajada en Tel Aviv fuera bajada a media asta en honor a Haniya.[122] La gente asistió en ausencia a las oraciones fúnebres por su muerte en la Mezquita de Santa Sofía en Estambul.[123]

- Irak: el gobierno condenó enérgicamente la operación «agresiva», calificándola de violación del derecho internacional y de amenaza.[124]

- Omán también calificó el asesinato como una «flagrante violación del derecho internacional».[125]

- Siria: calificó el asesinato como un «crimen» y un «ataque terrorista».[126]

- Sri Lanka: el presidente, Ranil Wickremesinghe, condenó el asesinato.[127]

- Yemen: Mohammed Ali al-Houthi, presidente del Consejo Político Supremo, condenó el ataque, calificándolo de «un atroz crimen terrorista y una flagrante violación de las leyes y los valores ideales».[90]Los musulmanes realizaron la oración fúnebre en ausencia por Haniya en la capital yemení Sana.[123]